# Tihaljina
Tihaljina (en cyrillique : Тихаљина) est un village de Bosnie-Herzégovine. Il est situé dans la municipalité de Grude, dans le canton de l'Herzégovine de l'Ouest et dans la fédération de Bosnie-et-Herzégovine. Selon les premiers résultats du recensement bosnien de 2013, il compte 1 572 habitants.

## Histoire

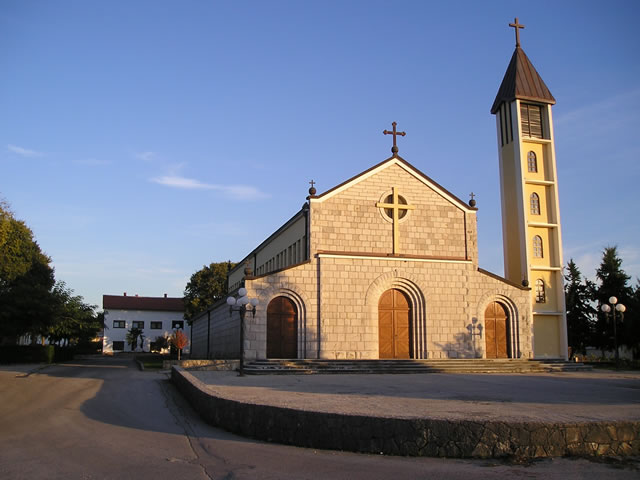
L'église Saint-Élie de Tihaljina

## Démographie

### Évolution historique de la population
| 1948 | 1953 | 1961  | 1971  | 1981  | 1991  | 2013  |
| ---- | ---- | ----- | ----- | ----- | ----- | ----- |
| -    | -    | 2 613 | 2 392 | 2 239 | 1 850 | 1 572 |

|  |